# Karim Rekik
Pour les articles homonymes, voir Rekik.
Karim Rekik (en arabe : كريم رقيق), né le 2 décembre 1994 à La Haye, est un footballeur international néerlandais d'origine tunisienne, évoluant au poste de défenseur central à Al Jazira SC.

## Biographie

### Ses débuts
Né aux Pays-Bas d'un père tunisien et d'une mère néerlandaise, Karim Rekik commence à jouer au football dans le club du SVV Scheveningen, où il obtient sa première licence à 5 ans. À l’âge de 8 ans, il est recruté par le centre de formation du Feyenoord Rotterdam, l'un des clubs les plus titrés du pays. Il est très rapidement considéré comme un grand espoir du football néerlandais, et les plus prestigieux clubs européens se penchent sur lui.
En mai 2011, il se fait notamment remarquer lors du sacre des Pays-Bas -17 ans avec qui il est champion d'Europe 2011. Il est titulaire en défense centrale aux côtés de Terence Kengolo lors de la finale remportée 5-2 face aux jeunes allemands.

### Manchester City
Lors de l'été 2011, Rekik choisit de rejoindre le Manchester City FC alors qu'il n'a que 16 ans et joué aucun match professionnel. Il y signe un contrat de quatre ans, malgré les réticences du Feyenoord Rotterdam, furieux de se faire « piquer » un jeune joueur prometteur alors que celui-ci n'a pas encore eu le temps de jouer pour son club formateur. Entre autres, la Juventus était aussi sur les rangs pour l'enrôler. Il fait sa première apparition avec le groupe professionnel lors d'un match amical pour la Dublin Super Cup en juillet 2011. Le 21 septembre 2011, il joue son premier match officiel contre Birmingham City lors du 3e tour de la Coupe de la Ligue. Il remplace alors Wayne Bridge à douze minutes de la fin du match. Le 22 mars 2012, alors qu'il n'a pas encore joué la moindre minute en Premier League avec Manchester City, il est prêté à Portsmouth qui évolue en Championship (2e division anglaise). Il y joue huit matchs avant de retrouver son club en fin de saison. 
Le 22 décembre 2012, il joue son premier match de Premier League sous le maillot des Citizens lors de la 18e journée, en étant titulaire face à Reading. Son équipe s'impose sur le fil (1-0). En février 2013, il est à nouveau prêté à un club évoluant en Championship, à savoir Blackburn Rovers. Il dispute cinq rencontres.

### PSV Eindhoven
En juillet 2013, Manchester City le prête une troisième fois en deux ans de temps. Cette fois, il effectue un retour au pays en signant un prêt d'un an pour le PSV Eindhoven. Dès la première saison, il s'impose progressivement comme titulaire dans la défense centrale de l'équipe. Rekik dispute 25 matchs de championnat, et découvre également la coupe d'Europe, son nouveau club, après avoir été éliminé lors des barrages de la Ligue des champions par le Milan AC, étant reversé en Ligue Europa. Les bonnes performances de Rekik le conduisent même à être sélectionné une fois en équipe nationale, alors qu'il n'a que 19 ans. Le PSV termine à la quatrième place du championnat.
Le 14 août 2014, Manchester City le prête une saison supplémentaire au PSV Eindhoven. Toujours titulaire indiscutable au sein de ce club, il joue 29 matchs de championnat, et est sacré champion des Pays-Bas 2015. Il dispute également la Ligue Europa, le PSV étant éliminé par le club russe du Zénith Saint-Pétersbourg en seizième de finale. Rekik a appartenu quatre ans à City, mais n'y a joué que trois matchs officiels, dont un seul en Premier League, et a passé la majeure partie de son temps en prêt dans trois clubs différents.

### Olympique de Marseille
Le 30 juin 2015, l'Olympique de Marseille annonce avoir trouvé un accord avec Manchester City pour le transfert du joueur pour un montant de cinq millions d'euros. Deux jours plus tard, il signe pour quatre ans dans le club phocéen. Il joue son premier match officiel sous le maillot olympien lors de la première journée de Ligue 1 contre le SM Caen, lors d'une défaite un but à zéro. Un mois plus tard, il s'offre son premier but dans le championnat de France dans le choc face à l'Olympique lyonnais au stade Vélodrome offrant le point du match nul à son club. Malgré cela, Karim Rekik peine à s'imposer comme titulaire au sein de l'effectif olympien, en concurrence toute la saison avec Rolando. Le club connaît une saison difficile avec trois entraîneurs différents durant la saison et une treizième place en championnat malgré une finale de Coupe de France perdue face au Paris SG. 
Lors de la saison 2016-2017, il est utilisé comme doublure au poste de défenseur central ou de latéral gauche.

### Hertha Berlin
Le 16 juin 2017, il est officiellement transféré au Hertha BSC, il sera donc resté deux ans au club phocéen.

### Seville FC
En octobre 2020, il s'engage pour cinq saisons en Espagne, au Seville FC qui a déboursé 4 millions d'euros pour s'attacher ses services.

### En sélection nationale
Il passe par toutes les sections jeunes des Pays-Bas, notamment avec les Pays-Bas -17 ans avec qui il est champion d'Europe 2011 en jouant l'intégralité de la finale face à l'Allemagne.
Le 5 mars 2014, il joue son premier match avec l'équipe A des Pays-Bas en remplaçant Daley Blind à la 52e minute de jeu face à la France lors d'un match amical au Stade de France.
En septembre 2015, Karim Rekik est nommé capitaine des Pays-Bas espoirs.

### Statistiques
| Saison                | Club                    | Championnat           | Championnat | Championnat | Coupe nationale | Coupe nationale | Coupe de la Ligue | Coupe de la Ligue | Compétition(s) continentale(s) | Compétition(s) continentale(s) | Compétition(s) continentale(s) | Pays-Bas | Pays-Bas | Total | Total |
| Saison                | Club                    | Division              | M.          | B.          | M.              | B.              | M.                | B.                | Comp.                          | M.                             | B.                             | M.       | B.       | M.    | B.    |
| 2011-2012             | Manchester City         | Premier League        | -           | -           | -               | -               | 2                 | 0                 | -                              | -                              | -                              | -        | -        | 2     | 0     |
| 2011-2012             | Portsmouth FC (prêt)    | Championship          | 8           | 0           | -               | -               | -                 | -                 | -                              | -                              | -                              | -        | -        | 8     | 0     |
| Sous-total            | Sous-total              | Sous-total            | 8           | 0           | -               | -               | -                 | -                 | -                              | -                              | -                              | -        | -        | 8     | 0     |
| 2012-2013             | Manchester City         | Premier League        | 1           | 0           | -               | -               | -                 | -                 | -                              | -                              | -                              | -        | -        | 1     | 0     |
| Sous-total            | Sous-total              | Sous-total            | 1           | 0           | -               | -               | 2                 | 0                 | -                              | -                              | -                              | -        | -        | 3     | 0     |
| 2012-2013             | Blackburn Rovers (prêt) | Championship          | 5           | 0           | -               | -               | -                 | -                 | -                              | -                              | -                              | -        | -        | 5     | 0     |
| Sous-total            | Sous-total              | Sous-total            | 5           | 0           | -               | -               | -                 | -                 | -                              | -                              | -                              | -        | -        | 5     | 0     |
| 2013-2014             | PSV Eindhoven (prêt)    | Eredivisie            | 25          | 1           | -               | -               | -                 | -                 | C1+C3                          | 4+2                            | 0+0                            | 1        | 0        | 32    | 1     |
| 2014-2015             | PSV Eindhoven (prêt)    | Eredivisie            | 29          | 1           | 1               | 0               | -                 | -                 | C3                             | 8                              | 0                              | -        | -        | 38    | 1     |
| Sous-total            | Sous-total              | Sous-total            | 54          | 2           | 1               | 0               | -                 | -                 | -                              | 14                             | 0                              | 1        | 0        | 70    | 2     |
| 2015-2016             | Olympique de Marseille  | Ligue 1               | 24          | 1           | 6               | 0               | 1                 | 0                 | C3                             | 5                              | 0                              | -        | -        | 36    | 1     |
| 2016-2017             | Olympique de Marseille  | Ligue 1               | 10          | 0           | 1               | 0               | 1                 | 0                 | -                              | -                              | -                              | -        | -        | 12    | 0     |
| Sous-total            | Sous-total              | Sous-total            | 34          | 1           | 7               | 0               | 2                 | 0                 | -                              | 5                              | 0                              | -        | -        | 48    | 1     |
| 2017-2018             | Hertha Berlin           | Bundesliga            | 26          | 2           | 2               | 0               | -                 | -                 | C3                             | 3                              | 0                              | 3        | 0        | 34    | 2     |
| 2018-2019             | Hertha Berlin           | Bundesliga            | 24          | 0           | 3               | 0               | -                 | -                 | -                              | -                              | -                              | -        | -        | 27    | 0     |
| 2019-2020             | Hertha Berlin           | Bundesliga            | 14          | 1           | 2               | 0               | -                 | -                 | -                              | -                              | -                              | -        | -        | 16    | 1     |
| 2020-2021             | Hertha Berlin           | Bundesliga            | 0           | 0           | 1               | 0               | -                 | -                 | -                              | -                              | -                              | -        | -        | 1     | 0     |
| Sous-total            | Sous-total              | Sous-total            | 64          | 3           | 8               | 0               | -                 | -                 | -                              | 3                              | 0                              | 3        | 0        | 78    | 3     |
| 2020-2021             | Séville FC              | LaLiga                | 11          | 0           | 7               | 0               | -                 | -                 | C1                             | 4                              | 0                              | -        | -        | 22    | 0     |
| 2021-2022             | Séville FC              | LaLiga                | 19          | 0           | 2               | 0               | -                 | -                 | C1+C3                          | 4+1                            | 0+0                            | -        | -        | 26    | 0     |
| 2022-2023             | Séville FC              | LaLiga                | 16          | 1           | 3               | 0               | -                 | -                 | C1+C3                          | 2+1                            | 0+0                            | -        | -        | 22    | 1     |
| Sous-total            | Sous-total              | Sous-total            | 46          | 1           | 12              | 0               | -                 | -                 | -                              | 12                             | 0                              | 0        | 0        | 70    | 1     |
| Total sur la carrière | Total sur la carrière   | Total sur la carrière | 212         | 7           | 28              | 0               | 4                 | 0                 | -                              | 34                             | 0                              | 4        | 0        | 282   | 7     |

### Liste des matchs internationaux
| Matches internationaux de Karim Rekik | Matches internationaux de Karim Rekik | Matches internationaux de Karim Rekik | Matches internationaux de Karim Rekik | Matches internationaux de Karim Rekik | Matches internationaux de Karim Rekik | Matches internationaux de Karim Rekik                          |
|                                       | Date                                  | Lieu                                  | Adversaire                            | Résultat                              | Compétition                           | Notes                                                          |
| ------------------------------------- | ------------------------------------- | ------------------------------------- | ------------------------------------- | ------------------------------------- | ------------------------------------- | -------------------------------------------------------------- |
| 1.                                    | 5 mars 2014                           | Stade de France, Saint-Denis, France  | France                                | 2 - 0                                 | Match amical                          | Entre en jeu à la place de Daley Blind à la 52e minute de jeu. |
| 2.                                    | 7 octobre 2017                        | Stade central, Golem, Biélorussie     | Biélorussie                           | 1 - 3                                 | Éliminatoires mondial 2018            | Titulaire.                                                     |
| 3.                                    | 10 octobre 2017                       | Amsterdam ArenA, Amsterdam, Pays-Bas  | Suède                                 | 2 - 0                                 | Éliminatoires mondial 2018            | Titulaire.                                                     |
| 4.                                    | 9 novembre 2017                       | Pittodrie Stadium, Aberdeen, Écosse   | Écosse                                | 0 - 1                                 | Match amical                          | Titulaire.                                                     |

## Palmarès

### En club
En 2015, lors de son prêt dans son pays natal, il est champion des Pays-Bas avec le PSV Eindhoven.
Il est finaliste de la Coupe de France en 2016 avec l'Olympique de Marseille.
Avec le Séville FC, il remporte la Ligue Europa en 2023.

### En sélection
Avec l'équipe des Pays-Bas - 17 ans il est champion d'Europe 2011 en battant l'Allemagne en finale cinq buts à deux.